# Durante Alberti
Pour les articles homonymes, voir Alberti.

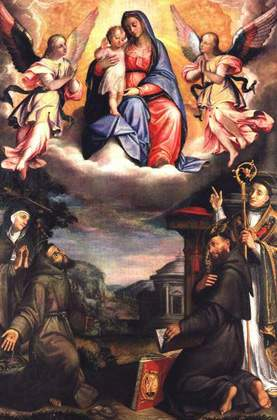
Vierge à l'Enfant avec les saints (1591) Norcia, musée civique

Durante Alberti (dit Durante del Nero ; né en (1538 à Borgo Sansepolcro en Toscane et mort à Rome en 1623) est un peintre italien de la fin du XVIe  et du début du XVIIe siècle.

## Biographie
Son père Romano Alberti (1502-1568) est sculpteur et son frère Cosimo est sculpteur, graveur et peintre (mort à Rome en 1580).
Il est principalement actif à Borgo Sansepolcro et à Rome, où il est arrivé vers l'année 1570 pendant le pontificat du pape  Grégoire XIII. Sa peinture orientée vers le classicisme étant très appréciée, il obtient en 1598 la présidence de l'Accademia di San Luca.
Il est enterré à Santa Maria del Popolo.
Sa fille Chiara est elle aussi peintre et son fils Pierfrancesco peintre et graveur.

## Œuvres
- Pietà, église de la Pietà dei Pazzarelli, Rome.
- Annonciation et apôtres, église Santa Maria ai Monti, Rome.
- Adoration des bergers, église Santa Maria in Vallicella, Rome.
- Fresques de l'autel de l'église San Girolamo della Carità, Rome.
- Retable de la Sainte Trinité, église San Girolamo della Carità, Rome.
- Vierge à l'Enfant avec les saints, église San Bartolomeo dei Bergamaschi, Rome.
- La Transfiguration, église San Bartolomeo dei Bergamaschi, Rome.
- Gesù e il Padreterno con Crocefisso e santi, église San Tommaso degli Inglesi, Rome.
- Adoration des bergers, cathédrale de Sansepolcro.

## Sources
- (en) Cet article est partiellement ou en totalité issu de l’article de Wikipédia en anglais intitulé « Durante Alberti » (voir la liste des auteurs).